# Bidaragaddi, Sampgaon
Bidaragaddi là một làng thuộc tehsil Sampgaon, huyện Belgaum, bang Karnataka, Ấn Độ.